# Csáky Károly (etnográfus)
Csáky Károly (Kelenye, 1950. október 24.) magyar–angol–néprajz szakos tanár, okleveles néprajzkutató, helytörténész. A Magyar Néprajzi Társaság külföldi tiszteletbeli tagja.

## Munkássága
Az ipolysági magyar gimnáziumban érettségizett 1969-ben, majd 1973-ban a nyitrai Pedagógiai Főiskolán szerzett magyar–angol szakos oklevelet. A néprajz szakot 1999-ben a debreceni Kossuth Lajos Tudományegyetemen végezte el, ahol néprajztudományból PhD-fokozatot is szerzett. 1992–1998 között az ipolysági Fegyverneki Ferenc Magyar Tannyelvű Egyházi Alapiskola (1995-től nyolcosztályos gimnázium is) alapítója és igazgatója. Jelenleg a palásti magyar egyházi alapiskola pedagógusa. Kutatási területe a Középső- és Alsó-Ipoly mente népi hiedelemvilága, jeles napi szokásai s az emberélet fordulóinak hagyományai.

## Elismerései

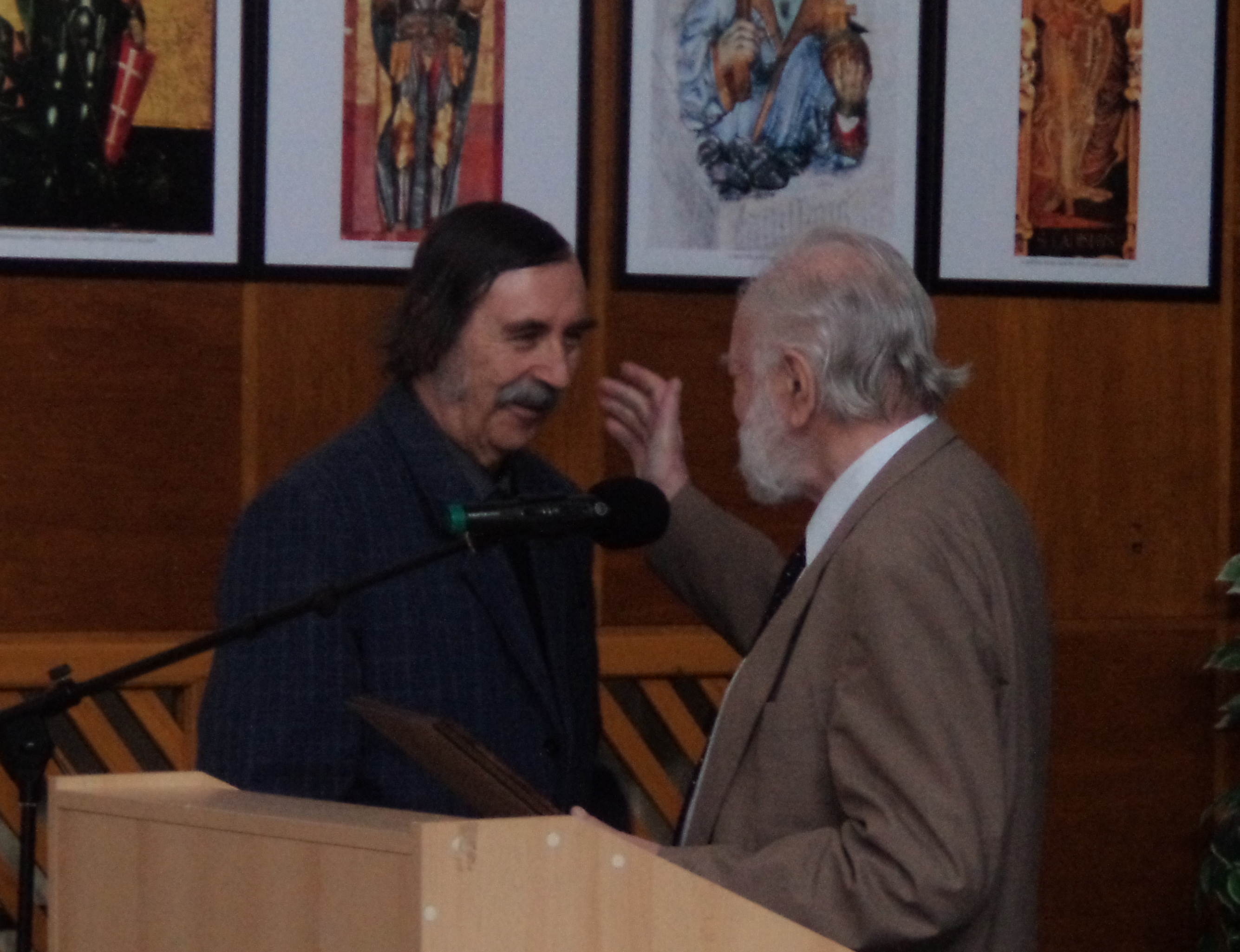
Udvard, 2017. április 29.

- 2004 A Magyar Kultúra Lovagja
- 2017 Pro Patria-díj[1]
- 2017 Szent Korona-emlékérem[2]

## Művei
- Kelenye család- és ragadványnevei. Budapest, 1983
- Honti barangolások. Pozsony, 1985
- Hallottátok-e már hírét? (Jeles napi szokások). Pozsony, 1987
- Ipolyfödémes személynevei. Budapest, 1988
- A háziipar szakszókincse az Ipoly mentén. Budapest, 1988
- Szülőföldi vallomások. Pozsony, 1987
- "Pogánykát vittünk, báránykát hoztunk" (A születés szokásai és hiedelmei). Komárom-Dunaszerdahely, 1992
- Nógrádi tájakon. Honismereti olvasó könyv. Pozsony, 1992. Madách Kiadó
- Isten házai és szolgái. Az Ipoly mente egyházi műemlékei és jeles személyiségei. Dunaszerdahely, 1993. Lilium Aurum
- "Jaj, pártám, jaj, pártám" (Párválasztási, lakodalmi szokások, hiedelmek az Ipoly menti palócoknál). Dunaszerdahely, 1993
- Nyolc évtized sorsfordulók tükrében. Az ipolysági gimnázium története. Ipolyság, 1993, Nap Kiadó
- Mikszáth Kálmánnal szülőföldjén. Dunaszerdahely, 1996. Lilium Aurum
- Helyzetjelentés a végekről. Dunaszerdahely, 1997. Magánkiadás a Nap Kiadó
- Kísérlet az idővel (versek). Komárom, 1997. KT Kiadó
- Györgymártonfalvától Csáb községig. Komárom, 1998
- Honti arcképcsarnok. Dunaszerdahely, 1998. Lilium Aurum
- "Nem halt meg, csak alszik" (A halottkultusz, a halállal és a temetéssel kapcsolatos szokások, hiedelmek a Középső-Ipoly mentén. Dunaszerdahely, 1999
- Néprajzi-honismereti írások az Ipoly mentéről. Debrecen, 2000
- A Középső-Ipoly menti palócok népi hiedelemvilága (Egy határ menti régió népi hiedelemrendszere). PhD-értekezés. Dunaszerdahely, 2001
- „Az iskolák fölöttébb szükséges voltáról”. Pedagógiai vonatkozású írások, versek. Dunaszerdahely, 2000. Lilium Aurum
- Középső-Ipoly menti palócok népi hiedelemvilága. PhD-értekezés. Dunaszerdahely, 2001. Nap Kiadó
- Jeles elődeink. Dunaszerdahely, 2002. Lilium Aurum
- Palást. Egyházi emlékek. Honismereti Kiskönyvtár 182. szám, Komárom, KT Kiadó Kft., 2002, ISBN 80-88804-46-9 MEK
- Híres selmecbányai tanárok. Dunaszerdahely, 2003. Lilium Aurum
- A Dunától a Szitnyáig. Településtörténeti barangoló. Komárom, 2003. KT Kiadó
- Nagycsalomja szülötte, Gáspár Imre. Komárom, 2004. KT Kiadó
- Irodalmi kapcsolatok I. Klasszikusok nyomában. Dunaszerdahely, 2004. Lilium Aurum
- Hagyományőrző és változó települések. Komárom, 2004
- Drégelypalánk: falu "az északi hegyek ölelésében", Komárom, KT Kiadó, 2004,ISBN 80-8056-400-0.
- Irodalmi kapcsolatok II. Második vonalbeli neves alkotók 1. Dunaszerdahely, 2005, Lilium Aurum
- Katalin-naptól Gergely-napig (A téli ünnepkör szokásai és hiedelmei). Komárom, 2005
- "Ó, szép piros hajnal" (Tanulmányok, dolgozatok a szakrális néprajz köréből). Pozsony, 2005
- Vigasztaló. Ötvenöt válogatott és új vers 1970–2005, Dunaszerdahely, 2005. Lilium Aurum
- Munkásságom repertóriuma 1965–2005. Komárom, 2005, KT Könyv- és Lapkiadó Kft.
- Sándor-naptól úrnapig (A tavaszi ünnepkör szokásai és hiedelmei). Pozsony, 2006
- Fénykép és paraszti kultúra (Egy nyelvhatár menti település néprajzi-fotoantropológiai vizsgálata). Komárom, 2006
- Irodalmi kapcsolatok III. Második vonalbeli neves alkotók II. Dunaszerdahely, 2006, Lilium Aurum
- Néprajzkutatások, kutatók és gyűjtemények Hontban. Dunaszerdahely, 2007
- Emlékei a múltnak. Komárom, 2007. KT Könyv- és Lapkiadó Kft., Dunaszerdahely, 2007
- Szécsénykovácsitól Zalabáig. Tizenöt Ipoly menti falukép. Pozsony, 2007. Madách-Posonium
- Szakrális emlékeink nyomában I. Dunaszerdahely, 2008
- Szent Ivántól Erzsébet-napig (A nyári és az őszi ünnepkör szokásai, hiedelmei). Dunaszerdahely, 2008
- Szakrális emlékeink nyomában II. Dunaszerdahely, 2009
- Nemesbori sorsfordulói. Őrhely a történelem sodrában; Madách-Posonium, Pozsony, 2009
- Pribéltől Garamsallóig. Alsószemeréd, Drégelypalánk, Garamsalló, Inám, Ipolyszakállos, Ipolyszalka, Lukanénye, Nagycsalomja, Pribél, Szalatnya, Zsély; KT, Komárom, 2009
- A nagyvilág pitvarai. Egy felvidéki helytörténész és etnográfus vallomásai, tanulmányai, jegyzetei; Madách-Posonium, Pozsony, 2010
- Szakrális emlékeink nyomában 3. Bény, Bernecebaráti, Bori, Csalár, Garampáld, Garamkövesd, Ipolyfödémes, Ipolyszécsénke, Kemence, Kisgyarmat, Százd; Lilium Aurum, Dunaszerdahely, 2010
- Szakrális emlékeink nyomában 4. Dacsókeszi, Kóvár, Gyerk, Leszenye, Ipolyhídvég, Nagybörzsöny, Ipolynagyfalu, Pereszlény, Kőkeszi, Terbegec, Vámosmikola; Lilium Aurum, Dunaszerdahely, 2011
- Egyházascsalomiától Nagycsalomjáig. Fejezetek, képek a falu múltjából és jelenéből; Nagycsalomja Önkormányzat, Nagycsalomja, 2013
- Fohászok Isten árnyékából. Kor- és kórképek; Csáky Károly, Ipolyság, 2013
- Emlékezések és vallomások 1-2.; szerzői, Ipolyság–Nagyoroszi, 2014–2015
- Lélekrezdülések. Újabb versek; szerzői, Ipolyság–Nagyoroszi, 2015
- Szakrális emlékeink nyomában 5. Bussa, Deménd, Haraszti, Hébec, Ipolytölgyes, Ipolyvisk, Kiskeszi, Letkés, Óvár, Rárósmúlyad, Szlovákgyarmat; Lilium Aurum, Dunaszerdahely, 2012
- Munkásságom repertóriuma II. 2005–2015; szerzői, Ipolyság–Nagyoroszi, 2016
- Temetőjárás I-II., 2016–2017
- Emléktáblák, szobrok, emlékhelyek I.; szerzői, Ipolyság–Nagyoroszi, 2018
- Emléktáblák, szobrok, emlékhelyek II.; szerzői, Ipolyság–Nagyoroszi, 2019
- Hydwegtől Ipolyhídvégig. Hont megye hajdani híres, majd határszélre szorult településéről; Ipolyhídvég Önkormányzata, Ipolyhídvég, 2020
- Ipolyság múltja az egykori épületek, az épített örökség tükrében. Mozaikok a város történetéből; Pongrácz Lajos Társaság, Ipolyság, 2020
- Egy pedagóguspálya és holdudvarának naplótöredékei; szerzői, Ipolyság, 2020